# Emoia schmidti
Emoia schmidti — вид сцинкоподібних ящірок родини сцинкових (Scincidae). Ендемік Соломонових Островів. Вид названий на честь американського герпетолога Карл Паттерсона Шмідта.

## Поширення і екологія
Emoia schmidti мешкають на островах Гізо, Коломбангара, Нова Джорджія, Тетепаре і Вангуну в архіпелазі Соломонових островів. Вони живуть у вологих тропічних лісах, серед опалого листя, у вторинних заростях та в садах. Зустрічаються на висоті до 300 м над рівнем моря. Ведуть частково деревний спосіб життя. Живляться безхребетними.